# Banuaji IV
Banuaji IV is een bestuurslaag in het regentschap Tapanuli Utara van de provincie Noord-Sumatra, Indonesië. Banuaji IV telt 928 inwoners (volkstelling 2010).